# Paraserianthes
Paraserianthes es un género de  árboles perteneciente a la familia de las fabáceas. Comprende 5 especies descritas y de estas, solo 3 aceptadas.

## Taxonomía
El género fue descrito por Ivan Christian Nielsen  y publicado en Bulletin du Muséum National d'Histoire Naturelle, Section B, Adansonia. Botanique Phytochimie 5(3): 326. 1983[1984].

## Especies aceptadas
A continuación se brinda un listado de las especies del género Paraserianthes aceptadas hasta agosto de 2012, ordenadas alfabéticamente. Para cada una se indica el nombre binomial seguido del autor, abreviado según las convenciones y usos.

#### Especies
Comprende 1 especie aceptada:
- Paraserianthes lophantha (Willd.) I.C.Nielsen